# Collenchyme

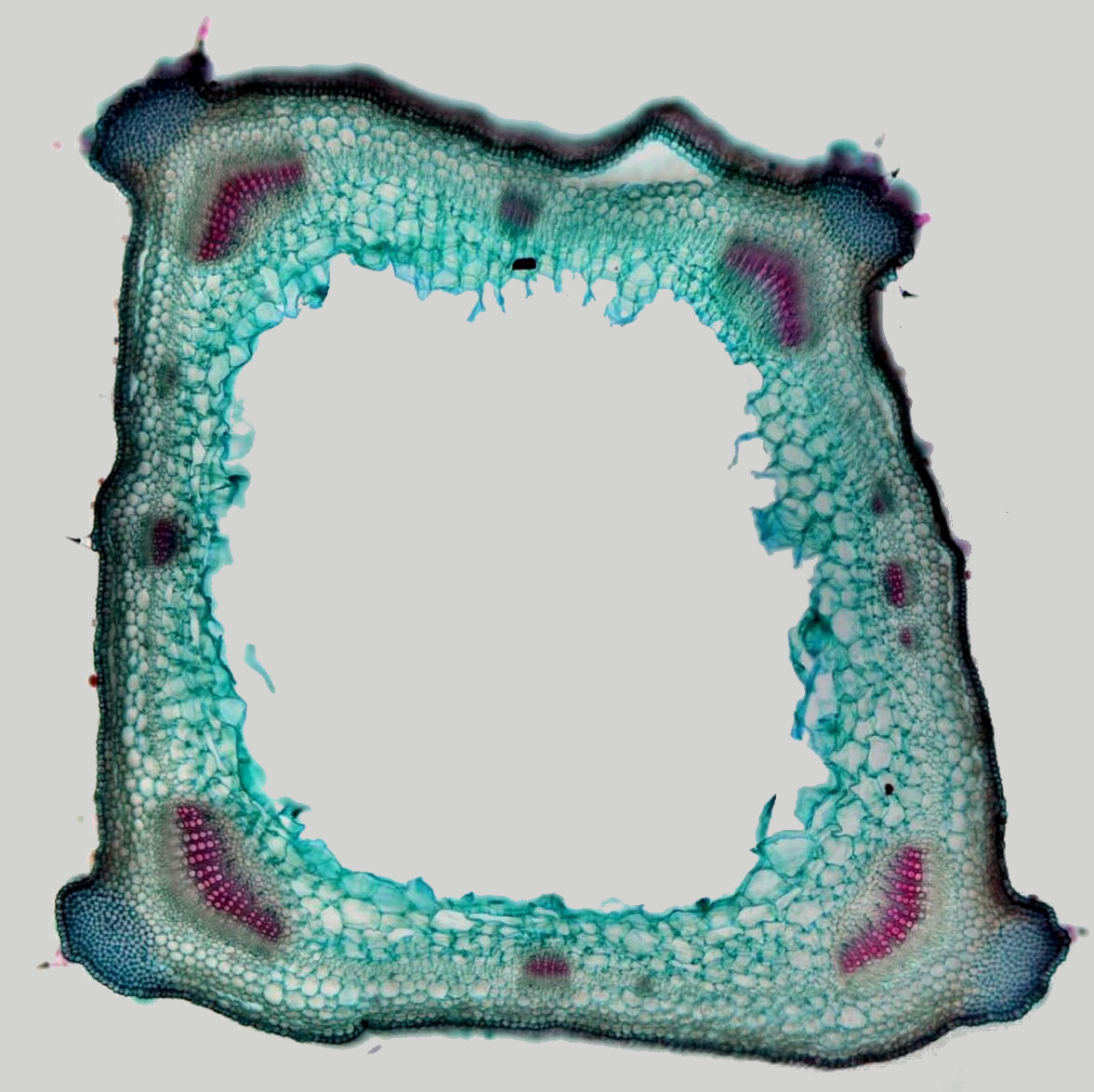
Section d'une tige quadrangulaire de Lamier observée en microscope optique après coloration. Les angles sont renforcés par des cordons de collenchyme colorés en bleu foncé.

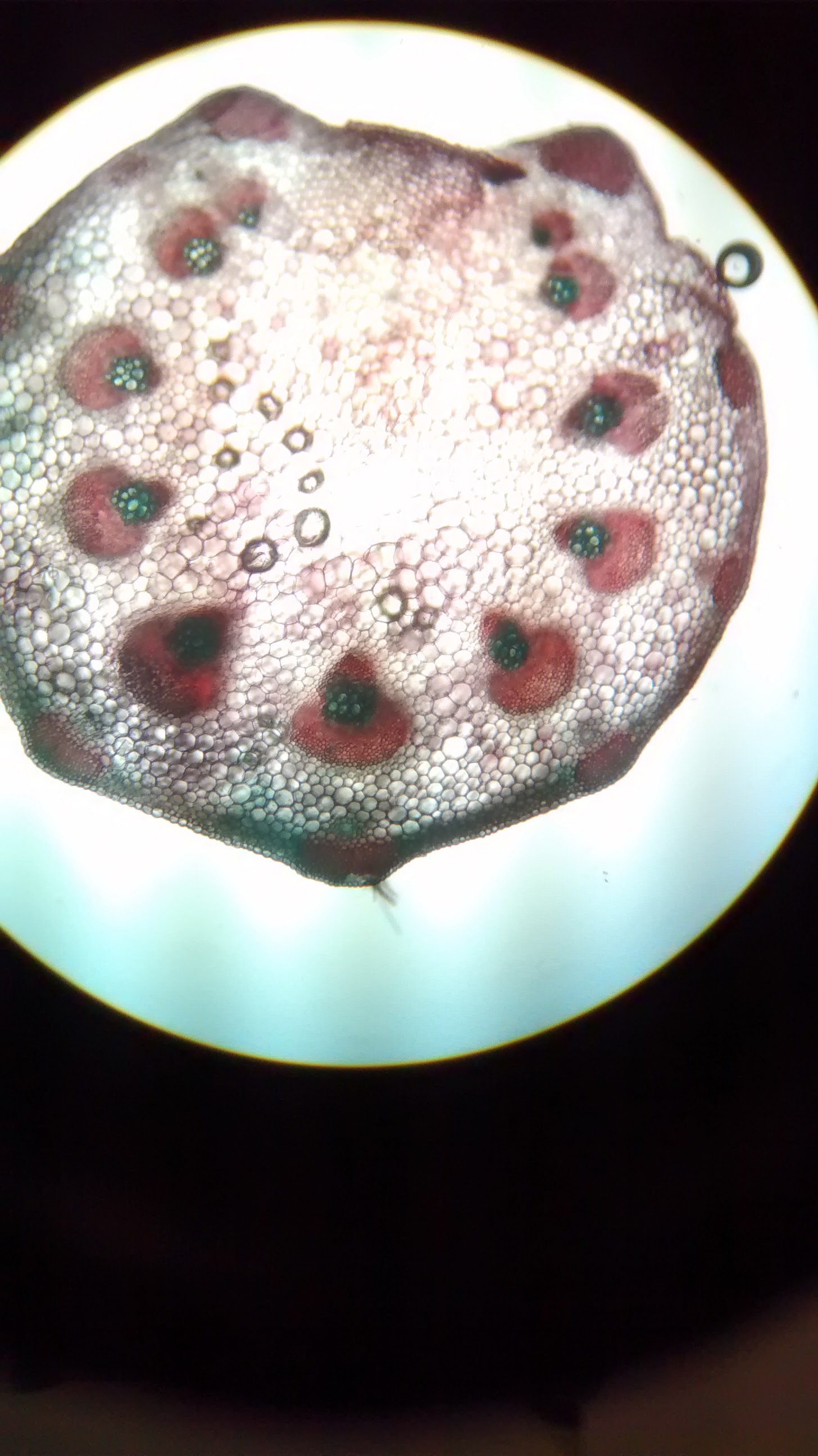
Coupe transversale d'une tige de persil observée en microscope optique. Elle est pourvue de collenchyme sur les cannelures saillantes.

Le collenchyme (du grec colla, « glu, colle » et egkheô, « répandre », allusion au développement des parois pectocellulosiques, dont la partie pectique unit les cellules entre elles comme de la colle) est un tissu de soutien dans les organes aériens de plantes vasculaires. Les cellules sont vivantes, non imprégnées de subérine ou de lignine (comme celles du sclérenchyme par exemple), isodiamétriques ou allongées ; la paroi primaire reste cellulosique mais est munie d'épaississement cellulosique élastique et inégal (selon les cas, aux angles ou sur les parois tangentielles). On le retrouve principalement dans les jeunes organes (tige, feuille, racine). Dans les organes plus âgés, ce tissu se rigidifie par changement de composition de la paroi cellulaire ou subit une sclérification via le processus de lignification.
Plus communément c'est le tissu des organes aériens jeunes dont la croissance n'est pas achevée. C'est un tissu vivant très proche du parenchyme.
Ses éléments doivent donc eux-mêmes être capables d'allongement: ce sont des cellules vivantes à paroi-cellulosique renforcée.
Le collenchyme se rencontre dans de très nombreux organes, souvent en périphérie, mais il est absent des mousses, de nombreuses fougères et des Monocotylédones. Le collenchyme se présente en bandes ou en cylindres continus, notamment près de la surface des tiges des herbes de grande taille (renforcement de la fonction de soutien), des pétioles et le long des nervures des feuilles. Habituellement, on ne le rencontre pas dans les racines.
Chez les Apiacées, il forme des amas localisés dans les cannelures saillantes des tiges.
Chez les Lamiacées, il est présent aux quatre angles de la tige.
Dans les tiges à section arrondie, il constitue souvent un anneau continu sous l'épiderme.
Il est également très présent dans les pétioles et les nervures.

## Types de collenchyme
Le botaniste Albert Duchaigne propose en 1955 une typologie des collenchymes en fonction de la position et de la localisation des épaississements de la paroi :
- selon la position :
  - collenchyme périphérique ou cortical (juste sous l'épiderme)
  - collenchyme profond ou fasciculaire (au niveau des faisceaux cribro-vasculaires)
- selon le type histologique (forme de l'épaississement cellulosique) :
  - le collenchyme angulaire : moins résistant, il ne possède pas de méats ;
  - le collenchyme lamellaire ou tangentiel : il se retrouve dans l'écorce de la tige des arbres, il est plus solide que le collenchyme angulaire ;
  - le collenchyme annulaire ou rond : à paroi épaisse donc le plus résistant, se trouve dans certaines tiges et pétioles.